# Zbaraski
Zbaraski – polski herb książęcy o niewiadomych barwach. Herb własny rodziny Zbaraskich.

## Opis herbu

### Opis współczesny
Opis z wykorzystaniem zasad blazonowania, zaproponowanych przez Alfreda Znamierowskiego:
Na tarczy czterodzielnej o polu niewiadomej barwy, w polach I i IV Pogoń litewska, w II i III półksiężyc na opak, z krzyżykiem kawalerskim zaćwieczonym na barku.
Nad tarczą mitra książęca.

## Geneza
Herb należy do książęcego rodu Zbaraskich, w opisanej formie pojawił się w Kronice polskiej autorstwa Marcina Bielskiego z 1597 roku. Mikołaj Rej natomiast w Źwierzyńcu przypisał Zbaraskim herb identyczny z herbem Korybut. Oprócz Kroniki polskiej Marcina Bielskiego, wszystkie późniejsze źródła, aż po współczesność, przypisują Zbaraskim herb Korybut. Jednak nowsze opracowania przypisują im herb własny.
Tytuł książęcy ma przynależeć do Zbaraskich na podstawie ich kniaziowskiego pochodzenia, będąc gałęzią rodu kniaziów Nieświckich, którzy przybrali nowe nazwisko od znajdującego się w ich posiadaniu Zbaraża na Wołyniu. Kniaź Wasil Nieświcki, żyjący w połowie XV wieku jest protoplast kniaziów Zbaraskich. Pochodzenie Nieświckich od Ruryka zostało potwierdzone badaniami genetycznymi, na co zwrócił uwagę Mariusz Kowalski w książce Księstwa Rzeczpospolitej (2013). Badaniom haplogrupy y-dna poddał się żyjący współcześnie przedstawiciel rodu Woronieckich, wywodzący się w linii męskiej, podobnie jak Zbarascy, Wiśniowieccy i Poryccy, od Nieświckich. Układ markerów zawartych w chromosomie Y Woronieckich okazał się identyczny z układem, jaki posiadają żyjący współcześnie przedstawiciele rodów wywodzących się niewątpliwie od Ruryka: Puzynowie, Massalscy, Gagarinowie, Kropotkinowie, Putiatynowie.

## Herbowni
Informacje na temat herbownych w artykule sporządzone zostały na podstawie wiarygodnych źródeł, zwłaszcza klasycznych i współczesnych herbarzy. Należy jednak zwrócić uwagę na częste zjawisko przypisywania rodom szlacheckim niewłaściwych herbów, szczególnie nasilone w czasie legitymacji szlachectwa przed zaborczymi heroldiami, co zostało następnie utrwalone w wydawanych kolejno herbarzach. Identyczność nazwiska nie musi oznaczać przynależności do danego rodu herbowego. Przynależność taką mogą bezspornie ustalić wyłącznie badania genealogiczne.
Pełne listy herbownych nie są dziś możliwe do odtworzenia, także ze względu na zniszczenie i zaginięcie wielu akt i dokumentów w czasie II wojny światowej (m.in. w czasie powstania warszawskiego w 1944 spłonęło ponad 90% zasobu Archiwum Głównego w Warszawie, gdzie przechowywana była większość dokumentów staropolskich). Nazwisko znajdujące się w artykule pochodzi z Wielkiej księgi heraldyki, Alfreda Znamierowskiego i Pawła Dudzińskiego. Występowanie danego nazwiska w artykule nie musi oznaczać, że konkretna rodzina pieczętowała się herbem Zbaraski. Często te same nazwiska są własnością wielu rodzin reprezentujących wszystkie stany dawnej Rzeczypospolitej, tj. chłopów, mieszczan, szlachtę. Herb Zbaraski jest herbem własnym, wiec do jego używania uprawniona jest zaledwie jedna rodzina: Zbarascy (Zbarazcy).